# Anna-Maja Henriksson
Anna-Maja Henriksson, née Anna-Maja Forss le 7 janvier 1964 à Jakobstad, est une femme politique finlandaise, membre du Parti populaire suédois de Finlande (SFP), dont elle est présidente de 2016,, à 2024.
À la suite des élections législatives finlandaises de 2023, elle devient ministre de l’Éducation dans le gouvernement Orpo formé le 20 juin 2023.

## Biographie
Anna-Maja Henriksson étudie le droit à l'université d'Helsinki. Elle obtient une licence en droit en 1987 et reçoit le grade de juge suppléant en 1989. 
De 2003 à 2004, Anna-Maja Henriksson est assistante spéciale d'Ulla-Maj Wideroos, la deuxième ministre des Finances.
Elle est élue député de la circonscription de Vaasa aux élections législatives de 2007 et elle est réélue lors des élections de 2011, de 2015 et de 2019.
Elle est ministre de la Justice du 22 juin 2011 au 29 mai 2015 dans les gouvernements Katainen et Stubb et de nouveau entre le 6 juin 2019 et le 20 juin 2023 dans les gouvernements Rinne, puis Marin. Du 20 juin 2023 au 5 juillet 2024, elle est ministre de l’Éducation dans le gouvernement Orpo, avant d'être élue députée européenne lors des élections européennes de 2024.